# الكسندر ميتشيل
الكسندر ميتشيل (بالإنجليزية: Alexander Mitchell) هو لاعب الكرلنغ وسياسي أمريكي، ولد في 17 أكتوبر 1817 في المملكة المتحدة، وتوفي في 19 أبريل 1887 في نيويورك في الولايات المتحدة. حزبياً، نشط في الحزب الديمقراطي. وقد انتخب عضو مجلس النواب الأمريكي.